# Sultone

1,2-Oxathiolan-2,2-dioxid, Propio-1,3-sulton bzw. 1,3-Propansulton als Beispiel eines Sultons.

Sultone sind eine Klasse chemischer Verbindungen mit organisch gebundenem sechswertigem Schwefel und Sauerstoff, die als zyklische Ester einer Sulfonsäure aufgefasst werden können. Ihre Analoga in der Kohlenstoffchemie sind die Lactone. Die Bezeichnung Sulton rührt von Sulfonsäure-Lacton her. Sultone enthalten das Ringglied –S(=O)2–O–. 
Sultone, insbesondere 1,3-Propansulton, reagieren alkylierend und sind daher potente Carcinogene.

## Darstellung
1,1'-(Cyclopropylidenmethylen)dibenzol mit Schwefeltrioxid liefert ohne Katalysator direkt das Produkt:
Auch die oxidative Ringerweiterung von 4-Ring-Heterocyclen ist möglich. Umgekehrt wurde auch die Ringverkleinerung von entsprechenden 6-Ring-Heterocyclen mit Bortrifluoriddiethyletherat (Et2O*BF3) beschrieben: